# Морено Баскуньяна, Хосе
Хосе́ Море́но Баскунья́на (исп. José Moreno Bascuñana; 1911, Мадрид — 8 октября 1994, Посуэло-де-Аларкон) — испанский композитор и музыкальный педагог.

## Биография
Родился в 1911 году в Мадриде, Испания. 
Окончил Мадридскую консерваторию по классу композиции Конрадо дель Кампо, занимался также под руководством Хосе Кубилеса и Оскара Эспла. С 1939 года преподавал там же сольфеджио. В 1944 году возглавил кафедру гармонии, в 1971—1979 годах директор консерватории.
Творческое наследие Морено Баскуньяны включает несколько сарсуэл, Деревенскую симфонию (Sinfonía rural; 1959, премия мадридского Галисийского центра), симфоническую поэму «Горы Гредос» (Cumbres de Gredos; 1939), вокальные сочинения.
Умер 8 октября 1994 года в Посуэло-де-Аларконе.